# Karl Theophil Fries
Karl Theophil Fries (Kiedrich, 13 de março de 1875 – 6 de setembro de 1962) foi um químico alemão.

## Formação e carreira
Estudou química na Universidade de Marburgo em 1894. Após um ano na Universidade Técnica de Darmstadt, aprimorando suas habilidades em eletroquímica, obteve um doutorado sob orientação de Theodor Zincke quando retornou para a Universidade de Marburgo em 1899.
Karl Fries morreu em 6 de setembro de 1962 em Marburgo e foi sepultado próximo de seu supervisor acadêmico Theodor Zincke.